# Andrija Konc
Andrija Konc (Sombor, 10. rujna 1914. – okolica Bjelovara, 1945.) bio je hrvatski operetni pjevač i šansonijer, najpopularniji pjevač četrdesetih godina 20. stoljeća. Njegova tenorska karijera prekinuta je 1945. godine kada su ga ubili jugoslavenski komunisti.

## Životopis
Srednju školu pohađao je u Somboru. Glas je školovao u srednjoj školi zagrebačke Muzičke akademije u klasi profesora M. Reizera i Lava Vrbanića, kod kojeg je i diplomirao. Usavršavao se u Budimpešti.
Od 1938. pjevao je u zboru opere Narodnog kazališta u Zagrebu, ali i u operetama u manjim ulogama. Prvi nastup imao je u zagrebačkom Malom kazalištu 22. prosinca 1934. u opereti Jare Beneša Sveti Anton svih zaljubljenih patron. Najveći uspjeh kod publike imao je u opereti Milana Asića Pjesmom kroz život izvodeći pjesmu „Zar ne znaš”. Nastupio je i u operetama E. Gloza Tu je sreća i Čar mjesečine. Prvi je put glavnu ulogu dobio u operetnoj reviji Slavka Miđora i Maksa Mottla Snovi male Luane 1945. Nastupio je u devet opereta i jednoj komediji. Osim u kazalištu, nastupao je i na koncertima u zagrebačkim dvoranama i kabaretima.   
Andrija Konc je 1933. pristupio Konobarskom športskom klubu Hajduk u Zagrebu i tamo šest godina igrao na mjestu vratara. Godine 1938. zagrebačke Ilustrovane sportske novine objavile su vijest da »odlični vratar Konc odlazi ove godine u Budimpeštu, gdje će igrati za Ferencvarosz...«[nedostaje izvor] Konc je ipak prednost dao svojem školovanju na Akademiji i nije otišao u Budimpeštu, ali je 1939. postao vratar tadašnjeg službenog državnog nogometnog prvaka, zagrebačkog HAŠK-a. 
Godine 1942. gostovao je s članovima Hrvatskog državnog kazališta u raznim njemačkim gradovima, Budimpešti, Beču, Berlinu i Bratislavi na priredbama za hrvatske radnike. Gostovao je i u programu europskih radijskih postaja gdje je uglavnom izvodio hrvatsku vokalnu liriku i pjesme zabavne glazbe.
Godine 1938. zagrebačka tvornica gramofonskih ploča Edison Bell Penkala (EBP) snimila je tri 25-centimetarske šelakove ploče s Andrijom Koncom uz klavirsku pratnju Rikarda Šimačeka. Program je bio sastavljen od šansona i šlagera. Godine 1943. Konc je za tvrtku Durium Patria iz Budimpešte snimio deset 25-centimetarskih ploča. Pjevao je na mađarskom, njemačkom, hrvatskom i talijanskom jeziku. Posljednje dvije ploče snimio je 1945. za zagrebačku tvornicu ploča Elektroton.
Skladao je i šlagere koje je publika vrlo dobro prihvatila ne samo u njegovoj nego i u izvedbi ostalih pjevača zabavne glazbe 40-ih godina.
U travnju 1938. prvi je put nastupio na Radio Zagrebu. Najpopularnija melodija koju je izvodio bila je „Snivaj” Nenada Grčevića. Godine 1943. nastupio je u Verdijevoj Traviati u ulozi Alfreda. Dana 23. travnja 1945. nastupio je 1000. put na radiju.
Dana 22. ožujka 1945. godine izveo je uživo na Hrvatskom krugovalu skladbu Ljube Kuntarića „Ti ni ne slutiš”, a nešto kasnije iste godine njegova sudbina ostala je do današnjih dana nepoznata. Dolaskom nove vlasti 8. svibnja 1945. na Radio Zagrebu mnoge se radijske djelatnike surovo maknulo, a mnogima je bio zabranjen svaki javni nastup. Popularni domaći šlageri u novom duhu "kolektivizma" smjeli su biti izvođeni samo u orkestralnoj inačici, dok su se pjevale isključivo narodne pjesme u pratnji tamburaških sastava.
Eliza Gerner u svojoj knjizi U sjeni stoljeća koje odlazi navodi da je 1945. odveden u logor, vjerojatno zato što je bio popularan u doba Nezavisne Države Hrvatske, dok lokalni izvori, spominju likvidaciju Konca u samom Bjelovaru, premda ni za jedno ni za drugo nema izravnih dokaza. Jedino je neosporna činjenica da se Andriji Koncu gubi svaki trag nakon ulaska u zgradu bjelovarske OZNA-e 1945. godine. Po skidanju zabrane spominjanja imena Andrije Konca 1993. godine, Eliza Gerner navodi kako je poslala sve izreske iz novina njegovoj sestri Elizabeti, koja je u međuvremenu umrla.

## Diskografija
Skladao je desetak šlagera, tiskanih u Zagrebu u nakladi Albini: „Ne reci” (1941.), „Bila je varka” i „Tango” (1942.), „Da barem nisam tebe sreo”, „Ljubav” i „Ne pitaj” (1943.), „Još uvijek tebe ljubim” i „Sad je kasno već” (1944.), „Uspavanka” i ine.
posmrtno
- Ja ljubim. Melodije koje ste voljeli, kaseta (Suzy, 1992.)
- Andrija Konc, LP (Croatia Records, 1993.)
- Zlatne melodije 30-ih godina, LP (Croatia Records, 1993.)
- Zlatne melodije 40-ih godina, LP (Croatia Records, 1 – 1993., 2 – 1994.)
- Andrija Konc: portret jednog tenora – best of (2017.)

## Vanjske poveznice
- (engl.) Andrija Konc na Discogsu (diskografija)